# София Нидерландская
Вильгельми́на Мари́я Луи́за Софи́я Нидерла́ндская (нидерл. Wilhelmine Marie Sophie Louise der Nederlanden, 8 апреля 1824, Ланге Ворхаут, Гаага, Нидерланды — 23 марта 1897, Веймар) — единственная дочь короля Нидерландов Виллема II и его супруги великой княгини Анны Павловны, сестра короля Виллема III, внучка российского императора Павла I; супруга своего двоюродного брата великого герцога Карла Александра Саксен-Веймар-Эйзенахского.

## Биография

### Ранняя жизнь и брак
София родилась в семье наследника нидерландского престола принца Виллема (с 1840 года — короля Нидерландов и Великого герцога Люксембургского) и его супруги великой княжны Анны Павловны, шестой дочери императора Павла I и Марии Фёдоровны. По отцу была внучкой короля Виллема I и Вильгельмины Прусской. Ей было дано четыре имени Вильгельмина Мария Луиза София. Первое имя девочка получила в честь бабушки по отцу, имена Мария и София — в честь императрицы Марии Фёдоровны, урождённой Софии Доротеи Вюртембергской. У неё было три старших брата: Виллем, Александр и Генрих.
София росла в королевском дворце Сустдейк, любимой резиденции её матери. Также проживала в Гааге, Брюсселе и Тервюрене. Воспитанием детей занималась мать. Отец обучал дочь религии. София получила скромное домашнее образование, в которое было включено обучение сельскохозяйственным навыкам, например, доение коров, ткацкое дело и изготовление сыра.
В конце 1830-х годов София сильно болела. Вместе с матерью она отправилась на лечение в Веймар, где встретила своего будущего мужа наследного великого герцога Саксен-Веймар-Эйзенахского Карла Александра, сына великого герцога Карла Фридриха и великой княгини Марии Павловны, сестры её матери. В 1841 году Карл Александр приехал в Нидерланды и попросил руки дочери короля Виллема II. Согласие было получено. Свадьба состоялась 8 октября 1842 года во дворце Кнеутердейк в Гааге.

### Дети
В браке с великим герцогом Карлом Александром Саксен-Веймар-Эйзенахском родилось четверо детей:
- наследный великий герцог Карл Август Вильгельм Николай Александр Михаил Бернард Генрих Фредерик Стефан (31.07.1844—20.11.1894) — наследник престола, страдал от туберкулёза; был женат на принцессе Паулине Саксен-Веймар-Эйзенахской, дочери принца Германа и принцессы Августы Вильгельмины Вюртембергской, имели двух сыновей;
- принцесса Мария Александрина Анна Августа София Елена (20.01.1849—06.05.1922) — вышла замуж за немецкого князя Генриха VII Рейсс-Кестрицкого, сына Генриха LXIII и Элеоноры Штольберг-Вернигеродской, имели трёх сыновей и двух дочерей;
- принцесса Мария Анна София Елизавета Ида Бернгардина Августа Елена (29.05.1851—26.05.1859) — умерла от ушной инфекции в детстве; её крёстной матерью была королева Нидерландов София Вюртембергская;
- принцесса Елизавета Сибилла Мария Доротея Луиза Анна Амалия (28.02.1854—10.07.1908) — вышла замуж за герцога Иоганна Альберта Мекленбург-Шверинского, детей не имела.

### Последующие годы
В 1853 году супруги унаследовали престол после смерти великого герцога Карла Фридриха. София и её супруг любили искусство, а среди их друзей были Ганс Кристиан Андерсон и Рихард Вагнер, которые часто бывали в Веймаре. Великая герцогиня София интересовалась немецкой литературой, занималась изучением литературного наследия Иоганна Вольфганга фон Гёте и Фридриха Шиллера. По инициативе великой герцогини в Веймаре был открыт Архив Гёте и Шиллера, существующие по наши дни. Во время франко-прусской войны в начале 1870-х годов, когда муж и сын Софии отправились на фронт, она была регентом великого герцогства.
София располагала большими финансовыми средствами и вкладывала их в социальную сферу. На её личные средства была открыта первая школа для девочек, получившая название «Приют Софии». Эту школу великая герцогиня спонсировала до конца своих дней. На средства и под патронажем Софии открывали больницы, церкви, приюты и санатории для бедных слоёв населения и детей с ограниченными возможностями. Под патронажем великой герцогини был значительно перестроен и отреставрирован древний замок Вартбург. Правление великого герцога Карла Александра и великой герцогини Софии называли в Веймарском герцогстве «Серебряным веком», связанного с развитием искусства и культуры.
После свадьбы и переезда в Веймар София не перестала поддерживать близкие связи со своей нидерландской роднёй. Она была верным другом и советником королевы Эммы и её дочери Вильгельмины. Королева Вильгельмина, унаследовавшая нидерландский престол после смерти отца в 10-летнем возрасте, очень любила свою тётю Софию и всегда тепло отзывалась о ней в своих дневниках.
В октябре 1892 года супруги отметили золотую свадьбу. На это событие съехались многочисленные родственники, включая королеву Эмму и правящую королеву Вильгельмину. На этом событии Вильгельмина впервые встретила своего будущего мужа принца Генриха Мекленбург-Шверинского. В 1894 году единственный сын супругов умер от туберкулёза, что принесло огромное горе в семью. Летом 1896 года супруги последний раз побывали в Нидерландах, где остановились во дворце Сустдейк, где последние годы провела мать Софии. София Нидерландская скончалась через шесть месяцев после посещения родины в возрасте 72 лет. Её супруг умер в 1901 году. Оба захоронены в княжеской усыпальнице в Веймаре.
После смерти в 1890 году брата Софии короля Виллема III великая герцогиня стала первой в линии наследования нидерландского престола по той причине, что королева Вильгельмина не имела детей. София так и умерла наследницей престола и если бы королева не родила наследницу престола Юлиану в 1909 году, то престол перешёл бы к внуку Софии великому герцогу Вильгельм Эрнсту.
8 октября 1924 года в Веймаре отмечалось столетие со дня рождения Софии Нидерландской. На торжествах присутствовала внучка великой герцогини принцесса София Рейсс-Кёстрицкая (1884—1968).